# Nijni Bestiakh
Nijini Bestiakh (en russe : Ни́жний Бестя́х ; en iakoute : Аллараа Бэстээх) est une commune urbaine de la République de Sakha en Russie, en Sibérie. La ville se situe dans le district de Megino-Kangalassky.

## Transport
La ville, grand centre logistique de transport de la région,  est le terminus de deux routes ; l' d'une part qui va jusqu'à Skovorodino et la  d'autre part allant jusqu'à Magadan,.
En raison de l'absence de pont franchissant la Léna entre Nijni Bestiak et Iakoutsk, plusieurs autres moyens permettent de relier Iakoutsk selon les saisons. En hiver, une route saisonnière est ouverte sur la glace, en été, un ferry traverse le fleuve et en automne et printemps, c'est l'avion ou l'aéroglisseur.
La ville est la dernière gare de la ligne de chemin de fer Magistrale Amour-Iakoutie. 
Nijni Bestiakh pourrait être relié à Magadan via une ligne de chemin de fer d'ici 2030.